# Rasos-kirkegården
Rasos-kirkegården (litauisk Rasų kapinės, polsk cmentarz Na Rossie w Wilnie) er den ældste og mest berømte kirkegård i Vilnius, hovedstaden i Litauen. Kirkegåden er navngivet efter Rasos bydel, hvor den ligger. Den er skilt i to dele, den gamle og den nye kirkegård af den smalle gade Sukilėliai. Det totale areal er 10,8 ha. Siden 1990 har nye bisættelser kun været tilladt i familiegravsteder.

## Galleri
- Antoni Wiwulskis grav
- Jonas Basanavičius' grav